# Mistrzostwa Ameryki Północnej, Środkowej i Karaibów w Piłce Siatkowej Mężczyzn 2005
XIX Mistrzostwa Ameryki Północnej w piłce siatkowej mężczyzn odbyły w 2005 roku w miejscowości Winnipeg (Kanada). W mistrzostwach wystartowało 8 reprezentacji. Złoty medal po raz szósty w historii i drugi raz z rzędu zdobyła reprezentacja USA.

## Klasyfikacja końcowa
| Miejsce | Reprezentacja     |
| ------- | ----------------- |
|         | Stany Zjednoczone |
|         | Kuba              |
|         | Kanada            |
| 4.      | Dominikana        |
| 5.      | Portoryko         |
| 6.      | Meksyk            |
| 7.      | Panama            |
| 8.      | Barbados          |